# 朝鮮通信使

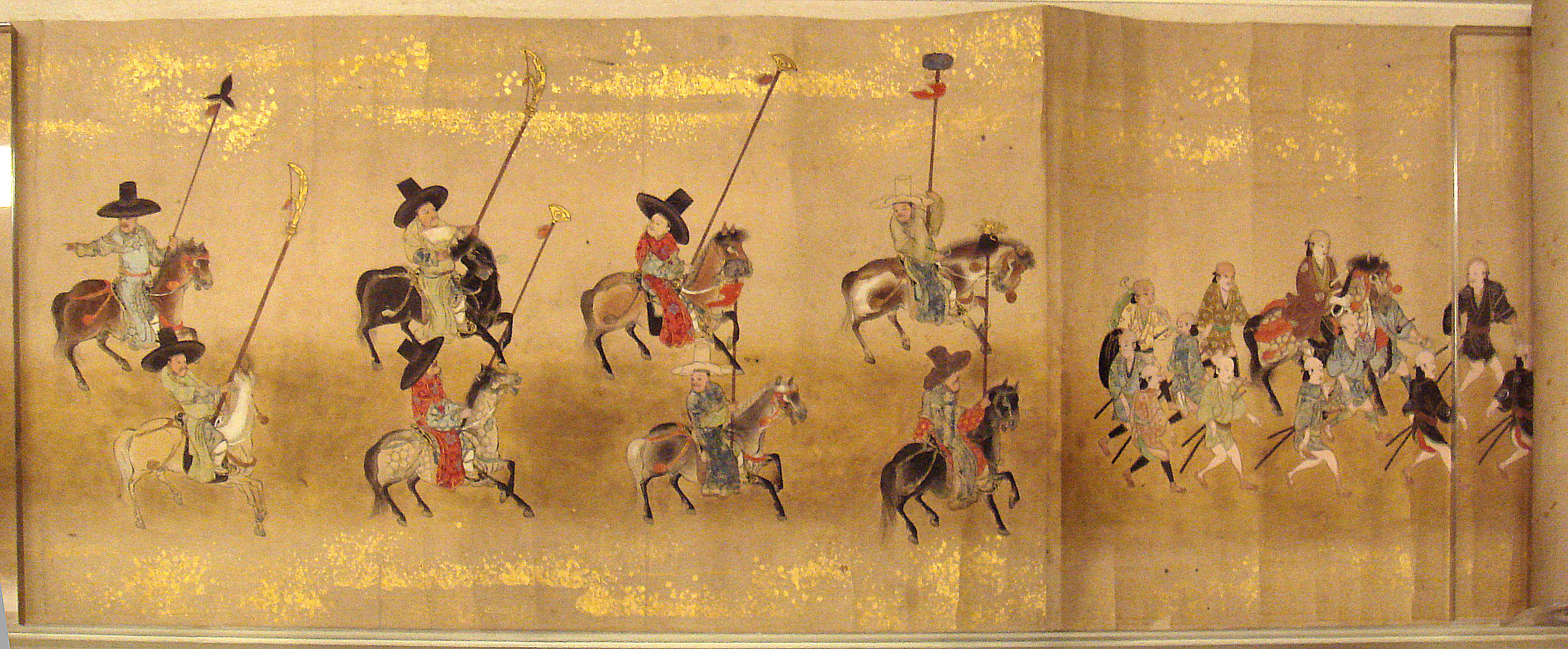
狩野安信『朝鮮通信使』大英博物館蔵。1655年・承応4年・孝宗6年

朝鮮通信使（ちょうせんつうしんし）とは、室町時代から江戸時代にかけて朝鮮から日本へ派遣された外交使節団である。正式名称を朝鮮聘礼使（ちょうせんへいれいし）と言う。
朝鮮通信使のそもそもの趣旨は、室町幕府の将軍からの使者と国書に対する高麗王朝の返礼であった。1375年（永和元年）に足利義満によって派遣された日本国王使に対して信（よしみ）を通わす使者として派遣されたのが始まりである。15世紀半ばからしばらく途絶え、安土桃山時代に李氏朝鮮から豊臣秀吉に向けても派遣された。しかし、その後の文禄・慶長の役（壬辰・丁酉倭乱）によって日朝間が国交断絶となったために中断されて、江戸時代に再開された。
広義の意味では、室町時代から江戸時代にかけてのもの全部を指すが、一般に朝鮮通信使と記述する場合は狭義の意味の江戸時代のそれを指すことが多い。「朝鮮通信使」という表現は研究者による学術用語であり、史料上には「信使」・「朝鮮信使」として現れる。また江戸幕府は朝鮮通信使の来日については琉球使節と同様に「貢物を献上する」という意味を含む「来聘」という表現をもっぱら用いており、使節についても「朝鮮来聘使」・「来聘使」・「朝鮮聘礼使」・「聘礼使」と称し、一般にもそのように呼ばれていた。
江戸幕府の外交政策において、朝鮮は琉球王国と並んで正式な国交のある通信国とされていた。その他の中国の明や清、ポルトガル（南蛮）、オランダ・イギリス（紅毛）といった国々は貿商国と定義されており、貿易は行いつつも幕末まで正式の外交関係はなかった。このため朝鮮通信使は江戸幕府の威信を示す機会であるとともに、文化交流のきっかけにもなった。

## 室町時代の朝鮮通信使

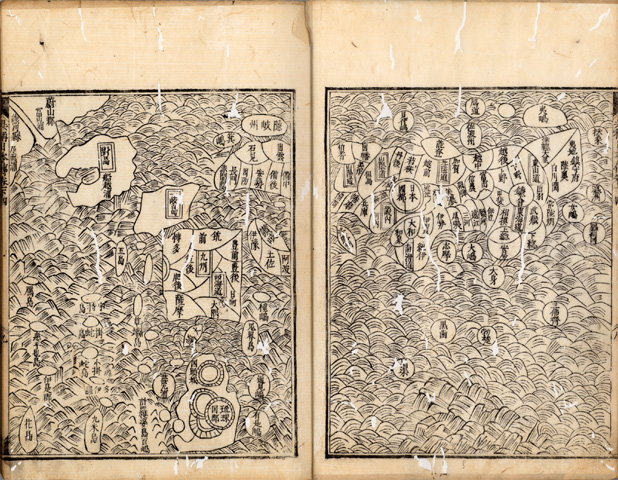
海東諸国全図

室町時代の朝鮮通信使は、倭寇への禁圧対策を日本に要請することが当初の目的だった。倭寇による朝鮮半島での活動は13世紀には記録があり、15世紀以降は明が海禁政策によって私的な貿易を禁じた影響もあって大規模化した。海賊行為は日本国内でも問題になっており、1410年（応永17年・太宗10年）には朝鮮の使者が瀬戸内海で海賊に持ち物を奪われる事件も起きている。日本では、14世紀以降に朝鮮との貿易に進出する者が増えて、朝鮮で官職を得る受職倭人、朝鮮各地の港で暮らす恒居倭人、有力者の使いとして訪れる使送倭人と呼ばれる者もいた。朝鮮では15世紀から日本人を応接する施設として倭館を建設する一方、倭寇対策として1419年（応永26年・世宗元年）には対馬を攻撃する応永の外寇も起きた。のちに対馬の対馬宗氏は、朝鮮の倭寇対策に協力して、通信使の交渉役となった。
通信使の目的には日本の国情視察も含まれており、この時代のもっとも著名な記録は、1443年（正長元年・世宗25年）の使節で書状官をつとめた申叔舟が編纂した『海東諸国紀』である。この書は朝鮮の日本や琉球に対する外交の基礎情報となった。申叔舟は6代の君主に仕えて要職につき、世祖の時代に日本や琉球との外交規定の基本も作った。1475年（文明7年・成宗6年）に死去する前には、成宗に対して日本との善隣関係を維持するよう進言した。また同時代の日本では、僧の瑞渓周鳳が日本初のまとまった外交文書として『善隣国宝記』を著している。

### 室町時代の通信使の編成、行程
『李朝実録』に通信使の編成が記されており、1477年（文明9年・成宗8年）の記録によると、正使・副使・書状官の3使を中心として、輸送係、医師、通訳、軍官、楽隊などで構成されている。朝鮮からの使者が派遣されると、博多・赤間関・兵庫の3か所で一時的に拘留され、その間に京都の室町幕府に使者が派遣されて入国・入京の許可を得てから先に進んだ。この間、博多では九州探題または少弐氏が、赤間関では大内氏が使節の対応にあたり、使節を次の目的地へと護送する役割を果たした。また、朝鮮側としても使節の安全な往来のみならず、倭寇禁圧には九州や瀬戸内海の海上勢力に影響力を持つ九州探題・少弐氏・大内氏の協力は不可欠であり、拘留期間は彼らとの政治交渉の場になった。15世紀に入り3者の抗争の結果、大内氏が博多をはじめとする北九州一円に勢力を広げると、博多で政治交渉を行うこともなくなり、1443年（嘉吉3年）の使節は対馬から直接に赤間関を目指している。
通信使は、世宗のもとで室町時代に3度来日した。この他には、1420年（応永27年・世宗2年）に応永の外寇の後処理交渉のために特別に派遣された使節や、途中で海賊に遭遇して任務を打ち切って帰国したために通信使に数えられない1422年（応永29年・世宗4年）や1432年（永享4年・世宗14年）の例なども知られている。
1459年（長禄3年・世祖5年）の通信使は、足利義政への回答と『大蔵経』と『法華経』の贈呈を目的としていたが、海難によって日本に到着しなかった。成宗の時代に再び派遣が計画されたが、日本の政情不安のため延期となる。1479年（文明11年・成宗10年）の通信使は対馬に到着したものの、日本では少弐氏と大内氏が交戦下にあり、宗貞国の助言もあって中止となった。正使が任じられたものの計画が中止されたこともあり、1413年（応永20年・太宗13年）と1475年（文明7年・成宗6年）がこれにあたる。中止の理由は使者が途中で死亡したことや渡航の危険とされるが、大名や国人が将軍の名前を詐称して勝手に交渉する偽使の横行や日朝貿易の不振により、必要性が減殺したためだと説明されることもある。
その後の通信使は豊臣政権まで約150年間にわたって中断したが、対馬の宗氏をはじめとする西日本の大名と朝鮮との貿易は続いていた。

### 室町期朝鮮通信使履歴
特に特記なき事項については、下関市立歴史博物館（2018）を参照。
| 回数  | 年                 | 目的・名称等                                                                        |
| ----- | ------------------ | ----------------------------------------------------------------------------------- |
| 第1回 | 1429年（正長2年）  | 通信使正使 朴瑞生 副使 李芸 書状官 金克柔 将軍就任祝賀, 前将軍致祭 足利義教の引見   |
| 第2回 | 1439年（永享11年） | 通信使正使 高得宗 副使 尹仁甫 書状官 金礼蒙 旧交 足利義教の引見                     |
| 第3回 | 1443年（嘉吉3年）  | 通信使正使 卞孝文 副使 尹仁甫 書状官 申叔舟 将軍就任祝賀, 前将軍致祭 足利義教の引見 |

## 豊臣秀吉に派遣された通信使

### 1590年（天正18年・宣祖23年）の通信使
織田信長は明・朝鮮との通商貿易を図り、年使を派遣したが朝鮮はこれに応じず、次いで政権を掌握した豊臣秀吉は、1587年（天正15年・宣祖20年）の九州平定後に、対馬の宗義智に命じて交渉にあたり、朝鮮国王李昖の来日を求めた。宗義智は、交渉の途ではじめから服属は求めず、秀吉による天下統一の祝賀使節を朝鮮に求めた。こうして1590年（天正18年・宣祖23年）に通信使が派遣されて、12月3日（旧暦11月7日）に秀吉に謁見した。名目としては秀吉の日本統一の祝賀だが、朝鮮侵攻の噂の真偽を確かめることも目的だった。秀吉は通信使を服属使節と思い、朝鮮国王に対して明の征服を先導するように求める書を渡す。通信使側では書きかえを求めたが、受け入れられなかった。当時の正使黄允吉と副使金誠一は対立関係にあり、異なる報告をしたために政争の原因となった。西人党に属する黄允吉は侵攻の意思ありと報告し、一方で東人党の金誠一は侵攻の意思なしと報告をした。当時の政権では東人党が力を持っており、副使側の意見が採用された。文禄の役の際に一気に平壌まで侵攻されたのは、この金誠一の報告に従い、なんら用意をしていなかったためともされる。

### 1596年（慶長元年・宣祖29年）の通信使
文禄の役において、日本軍は朝鮮軍や明軍と戦い、やがて和議の機運が高まる。1596年（慶長元年・宣祖29年）の朝鮮通信使は、日本と明の休戦交渉の締めくくりとして行われた明の冊封使に同行したものであった。冊封使は楊方亨が正使、沈惟敬が副使に任命された。朝鮮では当初は通信使派遣に反対したが、派遣しなければ再度侵攻の可能性があるという議論になり、朝鮮の正使は黄慎（行護軍兼敦寧都正）、副使は朴弘長（大邱府使）の随行が決まった。
冊封使は秀吉に接見できたが、朝鮮通信使は接見を許されずに堺で待機となる。冊封使は日本軍の朝鮮撤退を求めたが、秀吉は激怒して交渉は失敗に終わった。通信使の黄慎は、冊封使の楊方亨に早急な帰国をすすめられるが、国書を秀吉に渡すことを希望して待機を続ける。堺には、和平の成功と帰国を期待する朝鮮人も集まっていた。しかし和平は破れ、日本の再出兵の動きを知った黄慎は帰国をして、慶長の役となった。

### 豊臣秀吉朝鮮通信使履歴
| 回数  | 年                 | 目的・名称等 |
| ----- | ------------------ | ------------ |
| 第1回 | 1590年（天正18年） | 通信使       |
| 第2回 | 1596年（慶長元年） | 通信使       |

## 江戸時代の朝鮮通信使

### 国交の再開

#### 両国の事情
江戸期の日朝交流は豊臣秀吉による文禄・慶長の役の後、断絶していた李氏朝鮮との国交を回復すべく、日本側から朝鮮側に通信使の派遣を打診したことにはじまる。室町時代末期には日朝・日明貿易の実権が大名に移り、力を蓄えさせたと共に、室町幕府の支配の正当性が薄れる結果になった。そうなることを防ぐため、江戸幕府は地理的に有利な西日本の大名に先んじて、朝鮮と国交を結ぶ必要があった。
一方朝鮮では、文禄・慶長の役が終わり、国内で日本の行った行為や李朝の対応への批判が高まると同時に、日本へ大量に連れ去られた被虜人と呼ばれる捕虜の返還を求める気風が強くなっていった。朝鮮の援軍として協力した明が朝鮮半島から撤退すると、日本からの再度の侵略を恐れながらも、対外貿易の観点からも日本と友好関係を結びたいと考えていた。北方からの軍事的脅威も日本との国交再開の理由となった。ヌルハチのもとで統一された女真族が南下してきており、文禄・慶長の役では加藤清正軍が女真族と通じる状況もあったため、女真族と日本が協力する危険も朝鮮では検討されていた。そこで日本とは国交をして、南方の脅威を減らすという判断がなされた。

#### 再開交渉
再開にあたっては、主として対馬藩が江戸幕府と李氏朝鮮の仲介にあたった。これは対馬藩が山がちで耕作に向いておらず、文禄・慶長の役による疲弊もあり、朝鮮との貿易なくては窮乏が必至となるためである。対馬の宗氏は日本軍撤退の直後から朝鮮に接触をはかるが、使者は戻らなかった。そこで豊臣政権時代にも朝鮮への使者だった禅僧の景轍玄蘇と、宗義智が交渉にあたった。景轍玄蘇の没後は、規伯玄方がこれを継ぐ。国交回復を確実なものとするために対馬藩は国書の偽造を行い、朝鮮側使者も偽造を黙認する。のちに、対馬藩の家老であった柳川調興は国書偽造の事実を幕府に明かしたが、対馬藩主・宗義成は忠告のみでお咎めなし、密告した柳川は津軽へ流罪、偽造に関わった玄方は盛岡藩へ配流された。この国書偽造をめぐる事件は柳川一件と呼ばれており、以後は朝鮮との交渉役の禅僧として朝鮮修文職が設けられた。対馬藩の交渉によって使者が実現して、1604年（慶長9年・宣祖37年）には朝鮮が僧の惟政と孫文或を対馬へ送る。宗義智は使者2名を徳川家康と秀忠に会見させて、幕府はすみやかな修好回復を希望した。

#### 回答兼刷還使の開始
1607年（慶長12年・宣祖40年）には、江戸時代はじめての通信使が幕府に派遣され、6月29日（旧暦5月6日）に江戸で将軍職を継いでいた秀忠に国書を奉呈し、帰路に駿府で家康に謁見した。ただし、このときから3回目までの名称は、回答兼刷還使とされている。回答とは国書に答える意味、刷還とは日本に残っている朝鮮人の捕虜を送還する意味がある。こうして日本側からの国書による回答（謝罪）を求め、日本に連れ去られた被虜人を朝鮮へ連れ帰ることを目的とした。回答の求めに対し、江戸幕府が国書を送った形跡はないが、上記のように対馬藩は国書を偽造して関係を修復しようとした。被虜人については全員の送還を朝鮮は求めて、第1次で約1300人が帰国した。しかし、南蛮などに奴隷として売られた者、滞在の長期化で日本に家族ができた者もおり、第3次のころには本人が死去して子や孫の世代になっていた。帰国をしたのは6000人から7500人ほどとされる。その後、両国が友好関係にあった室町時代の前例に則って、江戸幕府の要望により国使は回答兼刷還使から通信使となった。
1675年（延宝6年・粛宗元年）には釜山に新しい倭館として草梁倭館も建設されて、面積は10万坪余となった。これは長崎の唐人屋敷の10倍、出島の25倍に相当する広さであった。倭館は外交拠点として対馬藩士が常駐して、貿易のほかに、通信使に関する連絡や情報収集にも用いられた。

### 江戸時代の通信使の編成、行程
室町時代の通信使編成は正使・副使・書状官の3使に輸送係、医師、通訳、軍官、楽隊などが記されており、江戸時代に入ると旗手、銃手、料理人、馬術師、馬の世話係、贈物係、旅行用品係、画家、水夫なども記録されて様式が完成されていった。通信使の正使には礼曹参議級の者が選ばれ、470人から500人の一行となった。これに対馬藩からの案内や警護1500人ほどが加わった。名称については、日本では年号によって慶長信使という具合に呼び、朝鮮では干支によって丁未通信使という具合に呼んだ。

新しい将軍が襲職すると、対馬藩は大慶参拝使を朝鮮へ送って知らせ、次に修聘参拝使を送って通信使を要請した。通信使は釜山から海路で対馬、壱岐に寄港。馬関を経て瀬戸内海に入り、鞆の浦、牛窓、兵庫などに寄港しながら大坂まで進んだ。大阪からは川御座船に乗り換えて淀川を遡航し、淀からは輿（三使）、馬（上・中官）と徒歩（下官）で行列を連ね、陸路を京都を経て江戸に向かうルートを取ったが、近江国では関ヶ原の戦いで勝利したのちに徳川家康が通った道の通行を認許している。この道は現在でも朝鮮人街道（野洲市から彦根市）とも呼ばれている。吉例の道であり、大名行列の往来は許されなかった街道である。このルート選定については、朝鮮人は幕藩体制のヒエラルキーの外側にいるためであったという見方とともに、徳川家の天下統一の軌跡をたどることでその武威を示す意図があったのではないかとする見方もある。江戸城では朝鮮国王から将軍への国書の奉呈があり、数日後に将軍から朝鮮国王への返信と礼物があり、三使や使節一行にも礼物や礼銀が贈られて通信使一行は帰途についた。旅程にかかる時間は、1719年を例にすると対馬から大坂の海路に45日間、大坂の滞在に6日間、大坂から江戸の陸路に18日間をかけている。全行程には8ヶ月から10ヶ月を要した。

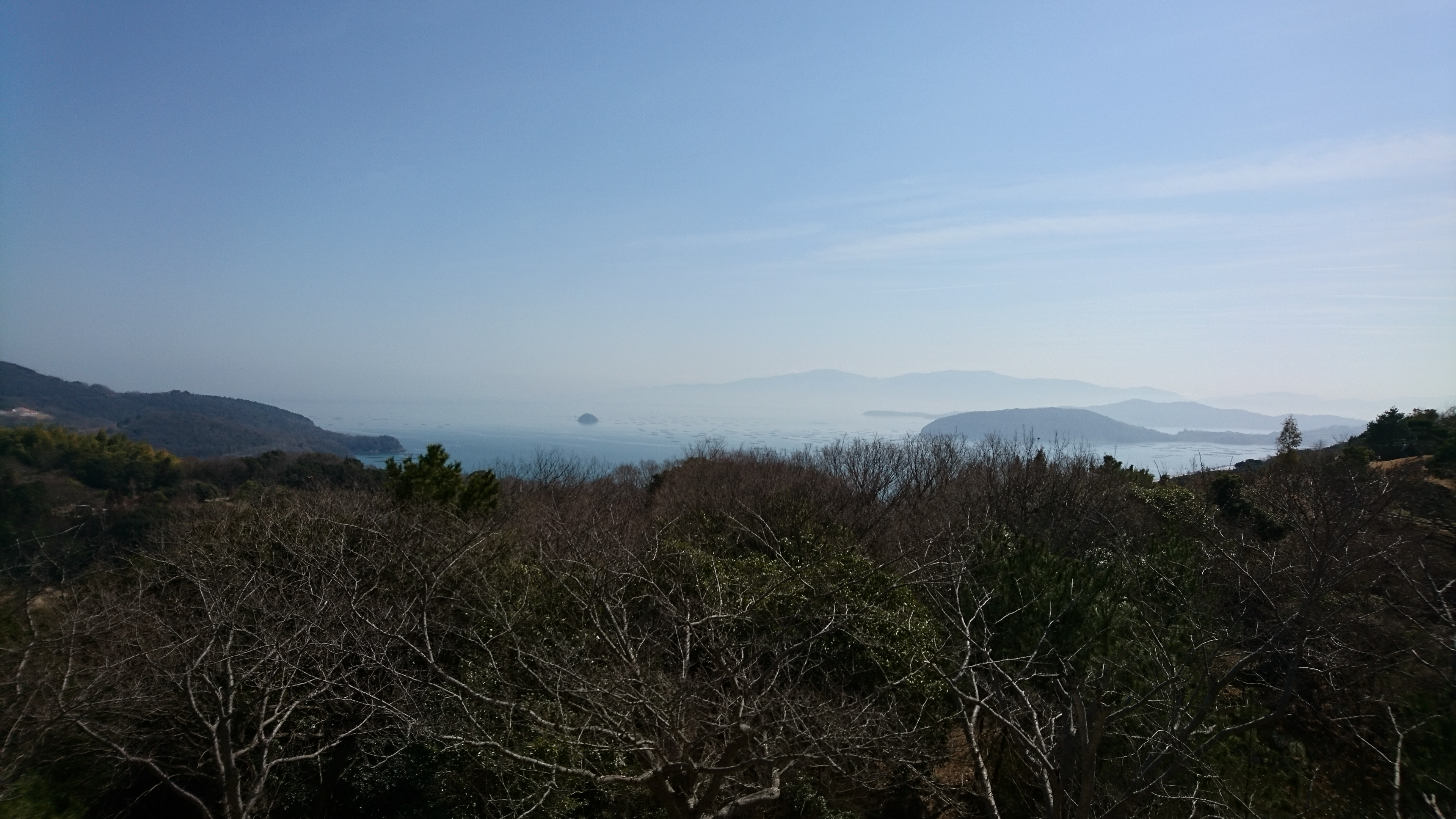
一本松展望台（岡山）から望む瀬戸内海。『万葉集』巻15-3598の石碑がある。

瀬戸内海は、古代から日韓の海上交通の要衝であったことをうかがわせる和歌が『万葉集』に残されている。736年（天平8年）に日本から新羅に派遣された使節団の者が詠んだと伝わる「ぬばたまの 夜は明けぬれし 多麻の浦に あさりする鶴 鳴きわたるなり」（巻15-3598）の「多麻の浦」にはいくつかの土地が考えられ、一説では岡山県瀬戸内市から見渡せる一帯であると考えられている。
通信使の往来路であると否とにかかわらず、武蔵・相模以西の東海道・畿内・西国の農民には労役の提供や費用の負担が求められ、通信使の来日は、農民達にとっては臨時に重い負担を強いられるものでもあった。
通信使の江戸城への入城については、幕府は江戸城裏門からの入城しか許さなかったと言う説と、大手門から入城できたという説がある。「徳川実紀」には「（寛永20年7月18日）朝鮮国信使聘礼行はる。よて信使は辰刻本誓寺の旅館を出て、路中音楽を奏し、その国書を先に立てまうのぼる。上官は大手門下馬牌の下より馬を下り（以下略）」などの記録があるが、裏門へ回る際にもここで下馬せねばならず、このことをもって大手門から入場できたとは言えない。

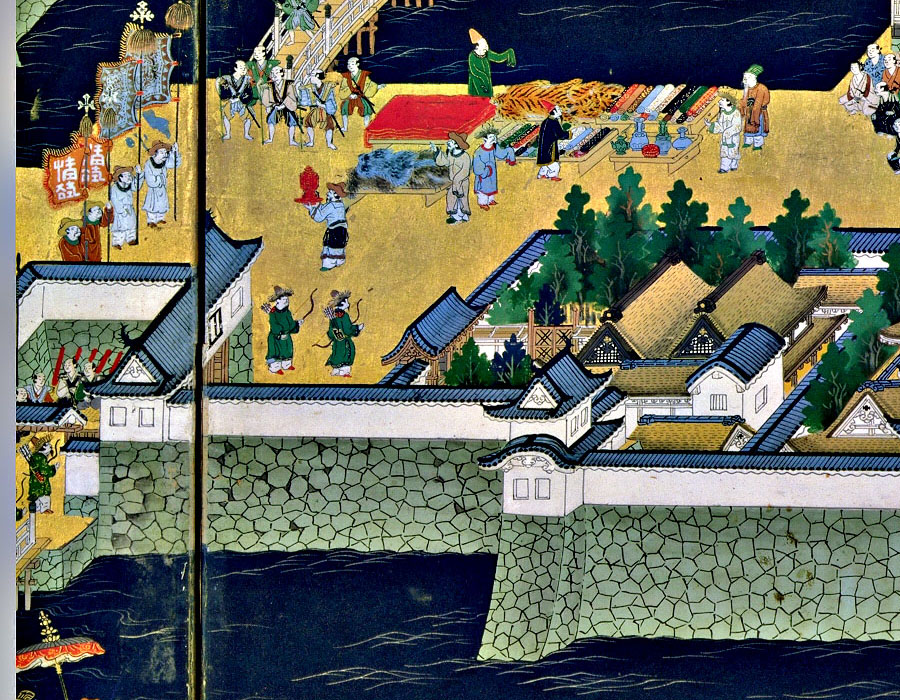
江戸城内（三の丸）で陶器や虎の皮等の礼単（進物）を準備する朝鮮通信使（江戸図屏風から）

その後、通信使は将軍の代替わりや世継ぎの誕生に際して、朝鮮側から祝賀使節として派遣されるようになった。計12回の通信使が派遣されているが、1811年（文化8年・純祖11年）に通信使が対馬までで差し止められたのを最後に断絶した。幕府からの返礼使は対馬藩が代行したが、主として軍事的な理由において漢城まで上ることを朝鮮側から拒否され、釜山の草梁倭館で返礼の儀式が行われた。唯一の例外は1629年（寛永6年・仁祖7年）に漢城に送られた僧を中心とした対馬藩使節であり、これは後金の度重なる侵入を牽制するために日本との関係を示した安全保障政策の一環とされる。なお、この際にも対馬藩側は李氏朝鮮に対して中国産の木綿の輸出を依頼し、成功している。
11回の来日のうち、主要な出来事を記すと次のようになる。

#### 1636年（寛永13年・仁祖14年）の通信使
通信使は柳川一件の翌年に、それまで柳川家主導で応対されていたものが対馬宗氏によって招かれた。これには幕府によって宗氏の力量が試されたという側面もある。ここにおいて接待、饗応の変更がなされた。これは日本側の主導によるもので、変更の骨子は、第一に、朝鮮側の国書で徳川将軍の呼称を日本国王から日本国大君に変更すること（この「大君」呼称の考案者は京都五山の高僧・玉峰光璘である）、将軍側の国書では「日本国源家光」とした。第二に親書に記載される年紀の表記を干支から日本の年号に変更するということ、第三に使者の名称を朝鮮側が回答使兼刷還使から通信使に変更するというものである。将軍の呼称変更と年紀表記変更の理由については諸説があるが、いずれにせよこの制度改定は、後述の正徳度来日の際のような深刻な外交問題には発展しなかった。
その理由としては当時、李氏朝鮮は北方から後金の圧迫に忙殺されていたため、日本側の制度変更にあえて異論を挟まなかった、あるいは挟む余裕がなかったとされる。朝鮮では、仁祖が清の要求を拒絶したことから丙子の乱となっていた。南漢山城の篭城降伏後、三田渡の盟約が締結され、それまでの明から清の影響下となり、この和議により日本への対応が変化した。来日の際には、幕府に朝鮮国王直筆の親書、銅鏡が進呈され、また使節団が神君とされる大権現家康が眠る日光東照宮を参拝している。

#### 正徳期の通信使
正徳期には待遇の簡素化と将軍呼称の変更がされた。この制度改定は新井白石の主導によるものだが、これは従来の饗応、待遇を全面的に変更するものであり、結果として日朝間の外交摩擦に発展する。通信使接遇には一度に約100万両（1両＝1石換算で幕府の直轄領約400万石の1/4に相当する）かかるものであり、もともと白石は来日招聘そのものに反対であった点が注目される。しかし当時の老中首座土屋政直が従来どおり来日を招聘すべしと異論を挟んだため、白石も折れた経緯がある。そこで、白石は、対等・簡素・和親を骨子として、まず待遇を簡素化し、対馬から江戸の間で宴席は赤間関、鞆、大坂、京都、名古屋、駿府の6ヶ所に限定し、他の宿所では食料の提供にとどめることとし、接待には通過する各藩の藩主が出向かずともよいことにした。接待に使用する小道具も、蒔絵の塗り膳や陶磁器の高価なものは厳禁した。これらの努力により接待費用を60万両に抑える一方、将軍呼称を再び日本国王に変更した。
この変更の理由としては江戸時代も安定期に向かい、将軍の国内的地位が幕初の覇者的性格から実質的に君主的性格に移行した現実を踏まえ、国王を称することにより徳川将軍が実質的意味において君主的性格を帯びるようになったことを鮮明にせんとしたとも、あるいは、大君は朝鮮国内においては王子のことを指すので、これではむしろ対等ではないので国王に戻すのだとも説明されている。
呼称の当否は別とし、この変更は朝鮮通信使の来日直前に一方的に通告されたため、深刻な外交摩擦に発展した。将軍の名分をめぐっては、林信篤や対馬藩藩儒の雨森芳洲も巻き込んで日朝双方を議論にまき起む結果となった。白石と芳洲は30年来の親交があったが、この議論をきっかけに交流は絶えている。ただし、朝鮮側は手続きを問題としたのであって、日本国王号の使用自体は敵礼（対等）な外交関係からすれば望ましいことだった。なお、正徳の次に来日した享保度の通信使の際には徳川吉宗は名分論には深入りせず、再び大君に復し、待遇も祖法遵守を理由に全面的に天和度に戻している。

#### 方広寺大仏（京の大仏）での饗応を巡るトラブル

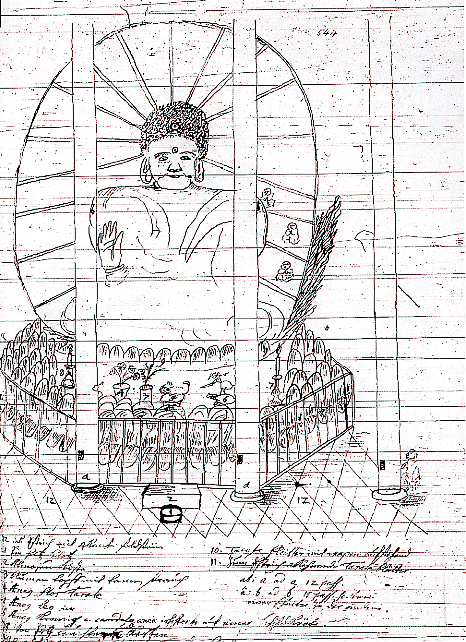
エンゲルベルト・ケンペルの方広寺3代目大仏のスケッチ

1719年（享保4年）の第9次通信使は江戸幕府の組んだ旅程に方広寺大仏(京の大仏)の拝観と、そこでの饗応の予定が組まれていたが、それを巡るトラブルが発生した。朝鮮通信使一行は、方広寺は秀吉の造立した寺であること、門前に耳塚があることを理由に、訪問を拒絶した。一行に随行していた雨森芳洲は、「現在の方広寺は徳川の世(江戸幕府成立後)に再建されたもので、豊臣秀吉とは無関係である」との弁明を行ったが、詭弁だとして一蹴されてしまった。この時の双方の歴史認識を巡る議論は丁々発止なものとなり、芳洲は怒りをあらわにし、鬼のような形相で、日本側の主張を熱弁したという。方広寺での饗応を巡るトラブルは、朝鮮側の正使と副使が饗応に儀礼的に参加し、他の一行は不参加とする、饗応の間は耳塚に囲いを設けて見えなくするということで最終決着が着いた。なお芳洲の上記の弁明は、日本側の外交官としての立場上行ったもので、芳洲の意に反したものであったようである。後に芳洲が著した『交隣提醒』では、方広寺での饗応を計画したことは、朝鮮通信使一行に無配慮であったとしている 。またその著作の中で芳洲は、方広寺での饗応の目的は、江戸幕府が一行に巨大な方広寺大仏・大仏殿を見せつけ国威発揚を図る狙いがあったと思われるが、日本の一般大衆に「方広寺は秀吉の寺」と認知されているにもかかわらず、「方広寺は秀吉と無関係」とする嘘を重ねたことで朝鮮通信使一行の感情を逆撫でしてしまったことおよび、仏の功徳は大小によらないのに巨額な財を費やして無益な大仏を作ったと、一行に嘲られることにつながってしまったことを批判している。なお朝鮮通信使の旅程に方広寺が組み込まれた経緯について、芳洲は日本側の国威発揚が狙いではないかとしているが、寛永20年(1643年)の第5回朝鮮通信使一行が方広寺大仏の拝観を希望し、それ以降慣行化したためではないかとする反論もある。九州国立博物館は膨大な対馬宗家文書を所蔵しているが、その中に松平信綱から対馬藩主宗義成への書状があり、「朝鮮通信使が京へ着いた際に大仏見物をしたいとのこと。将軍の耳に入れたところ、許可を得たので通信使に伝えるように。また京都所司代にも伝えた。」と書き記されている。上記が第5回朝鮮通信使一行が方広寺大仏の拝観を希望したことの証左とされる。ただ第5回朝鮮通信使一行は、方広寺大仏を発願したのが秀吉だということを知らずに、大仏見物を希望した可能性もある。

#### 文化度朝鮮通信使の接遇改定
1787年（天明7年・正祖11年）、11代将軍に徳川家斉が就任した。本来であれば早速通信使来日となるのだが、老中松平定信は、1788年（天明8年・正祖12年）3月には一旦通常通りの要請を行った後、3ヶ月後の6月に派遣延期要請の使者を送った。しかしこれは前例がない上、理由も明白でないとして一時は偽使扱いされるほどであった。朝鮮側は日本側に質問状を送ったが、幕府は回答せず、交渉は一旦打ち切られた。
1791年（寛政3年・正祖15年）、幕府は江戸にかえて対馬での易地聘礼を打診した。このとき伝えられた理由は、年来の凶作によって通信使を迎えるのは負担になるというものであった。朝鮮側は対馬における聘礼には従えないが、いったん通信使派遣を延期するという回答を行った。しかし1805年（文化2年・純祖5年）には、朝鮮の通訳官が易地聘礼を実現するために対馬藩から贈賄を受けたことが発覚し、処刑されるという事件が起きている。このような混乱もあって、朝鮮側と幕府の交渉が開始されたのは1806年（文化3年・純祖6年）からであった。朝鮮側にも遣使費用の負担を回避したいという意向があり、1810年（文化7年・純祖10年）になって国王純祖が易地聘礼を決定した。翌1811年（文化8年・純祖11年）には打診から20年たっての易地聘礼がようやく実現した。ただ、幕府の出費節減はなったが、国内的な将軍権威の発露というもうひとつの意義は損なわれた。
なお、寛政から文化期に見せた江戸幕府の朝鮮通信使への対応の変化について、当時ロシアが樺太や千島へと南下してきたことと関わりがあるとする風説が存在していた。文化露寇（フヴォストフ事件）について記された『北海異談』という本によれば、通信使の派遣延期要請の本当の理由は日本側がロシアが朝鮮に圧力をかけて対日戦争に協力させようとしている、あるいは通信使にロシアのスパイを参加させようとしているという情報をオランダ商館長から入手していたからだとしており、西国の諸大名も朝鮮がロシアと結んで日本を挟撃する可能性を論じている、と記されている。この話を裏付ける史料は存在しないものの、少なくてもロシアの南下に絡んで朝鮮が何らかの行動に出ると言う噂が日本国内で流布され、朝鮮通信使に対する警戒感を抱く日本人が存在していたことを示している。
その後、1841年（天保12年・憲宗7年）、徳川家慶が将軍につくと、老中・水野忠邦は江戸招聘から大坂招聘に変更する計画を立案している。西国大名を接待に動員することで大名の勢力削減をおこない、一方で幕府の権威を示し、かつ大坂・江戸間の行列を圧縮することにより幕府の経費を節減できるという一石三鳥の効果を狙ったものである。しかしこの計画は幕府内の反対で頓挫し、以後の3代の将軍（家定・家茂・慶喜）就任に際しても朝鮮側に招請は行ったものの具体的な計画には至らなかった。

#### 漂着民への対応
江戸時代には、大黒屋光太夫や中浜万次郎のようにロシアやアメリカに救助された日本人は帰国が保証されておらず、滞在が長期にわたった。正式な国交がある朝鮮に漂着した日本人は、保護のもとで比較的短期間で帰国できた。寛永期には、両国で漂流民を送還する体制が整えられた。外国に漂着した者は、帰国後に他国への往来を禁じられて死亡時は幕府に届け出る必要があったが、朝鮮からの帰国者は緩和が進み、漂着前と同じ生活が送れるようになった。

### 訳官使
朝鮮から日本側に渡来してくるのは通信使だけではなかった。訳官使は17世紀から19世紀に朝鮮王朝から日本に派遣された倭学訳官2名を正使とする外交使節団である。使節団は60名から100名程度で構成され、江戸時代を通じて60回近く派遣された。この訳官使は１例を除き対馬府中までの旅程であり、滞在期間は1か月から3か月程度であり、表向きの来日理由は対馬藩主の参勤交代からの帰島を祝賀するものとされたが、中期頃からは幕府への慶賀も理由に加わるようになった。訳官使の渡来は対馬藩を通じて幕府に報告され、その内容は儀礼的なものであったが、実務に関するものも添付されることがあったとされる。渡来の回数は通信使の3倍以上に上り、当初は対馬藩主の参勤交代（3年に1回に免除されていた）に合わせて3年毎が基本で、その他の慶弔に合わせて毎年来日する事もあった。後期には間隔が伸び10年以上渡来のない時期もあった。訳官使の渡来は対馬藩宗氏の徳川幕府での外交的地位の強化につながるものと考えられ、幕府からの財政的支援もあったとされる。

### 終了
朝鮮では19世紀から凶作により通信使の費用調達が困難となり、1832年（天保3年・純祖32年）のロード・アマースト号をはじめとして中国近海では外圧が高まっていた。一方の日本は、家定が将軍となる前年1852年（嘉永5年・哲宗3年）に江戸城の西の丸で火災があり、1853年（嘉永6年・哲宗4年）のころは凶作に加えてマシュー・ペリーの浦賀来航が起きていた。日朝双方で財政難と外圧の困難がありつつも、幕府は対馬藩に通信使の招聘交渉を行わせ、1865年（嘉永5年・高宗3年）を予定として対馬での聘礼を合意する。しかし1858年（安政4年・哲宗9年）には徳川家茂が将軍となり、日米修好通商条約の調印や、対馬でロシア軍艦対馬占領事件などが相次いだため、幕府滅亡まで通信使来日の計画はのぼらなくなる。それ以降は、釜山の倭館や対馬の厳原において、使節の交流が保たれた。

### 江戸期朝鮮通信使履歴
| 回数   | 西暦（元号）       | 朝鮮暦    | 将軍     | 朝鮮正使 | 名称         | 目的                                 |
| ------ | ------------------ | --------- | -------- | -------- | ------------ | ------------------------------------ |
| 第1回  | 1607年（慶長12年） | 宣祖40年  | 徳川秀忠 | 呂祐吉   | 回答兼刷還使 | 日朝国交回復、捕虜返還               |
| 第2回  | 1617年（元和3年）  | 光海君9年 | 徳川秀忠 | 呉允謙   | 回答兼刷還使 | 大坂の役による国内平定祝賀、捕虜返還 |
| 第3回  | 1624年（寛永元年） | 仁祖2年   | 徳川家光 | 鄭岦     | 回答兼刷還使 | 家光襲封祝賀、捕虜返還               |
| 第4回  | 1636年（寛永13年） | 仁祖14年  | 徳川家光 | 任絖     | 朝鮮通信使   |                                      |
| 第5回  | 1643年（寛永20年） | 仁祖21年  | 徳川家光 | 尹順之   | 朝鮮通信使   | 家綱誕生祝賀、日光東照宮落成祝賀     |
| 第6回  | 1655年（明暦元年） | 孝宗6年   | 徳川家綱 | 趙珩     | 朝鮮通信使   | 家綱襲封祝賀                         |
| 第7回  | 1682年（天和2年）  | 粛宗8年   | 徳川綱吉 | 尹趾完   | 朝鮮通信使   | 綱吉襲封祝賀                         |
| 第8回  | 1711年（正徳元年） | 粛宗37年  | 徳川家宣 | 趙泰億   | 朝鮮通信使   | 家宣襲封祝賀                         |
| 第9回  | 1719年（享保4年）  | 粛宗45年  | 徳川吉宗 | 洪致中   | 朝鮮通信使   | 吉宗襲封祝賀                         |
| 第10回 | 1748年（寛延元年） | 英祖24年  | 徳川家重 | 洪啓禧   | 朝鮮通信使   | 家重襲封祝賀                         |
| 第11回 | 1764年（宝暦14年） | 英祖40年  | 徳川家治 | 趙曮     | 朝鮮通信使   | 家治襲封祝賀                         |
| 第12回 | 1811年（文化8年）  | 純祖11年  | 徳川家斉 | 金履喬   | 朝鮮通信使   | 家斉襲封祝賀（対馬に差し止め）       |

### 通信使接待状況
| 地名       | 接待に動員された大名             | 宿所                       |
| ---------- | -------------------------------- | -------------------------- |
| 対馬府中   | 対馬藩宗氏                       | 西山寺 国分寺              |
| 壱岐勝本浦 | 平戸藩松浦氏                     | 勝本浦阿弥陀堂             |
| 筑前藍島   | 福岡藩黒田氏                     | 藍島客館                   |
| 長門赤間関 | 長州藩毛利氏                     | 阿弥陀寺、引接寺           |
| 周防上関   | 長州藩毛利氏                     | 上関御茶屋館（藩迎賓館）   |
| 安芸蒲刈   | 広島藩浅野氏                     | 御茶屋（藩迎賓館）         |
| 備後鞆     | 備後福山藩                       | 対潮楼（海岸山福禅寺境内） |
| 備前牛窓   | 岡山藩池田氏                     | 本蓮寺、御茶屋（藩迎賓館） |
| 播磨室津   | 姫路藩                           | 御茶屋（藩迎賓館）         |
| 摂津兵庫   | 尼崎藩、大坂町奉行               | 浜本陣および阿弥陀寺       |
| 摂津大坂   | 大坂町奉行 和泉岸和田藩岡部氏    | 西本願寺津村別院（北御堂） |
| 山城淀     | 山城淀藩                         | 御馳走屋敷                 |
| 山城京都   | 京都所司代 膳所藩                | 本国寺                     |
| 近江守山   | 膳所藩石川氏、伊勢亀山藩石川氏他 | 東門院                     |
| 近江彦根   | 彦根藩井伊氏                     | 宗安寺（彦根城下）         |
| 美濃大垣   | 大垣藩戸田氏                     | 不明                       |
| 尾張名古屋 | 尾張藩徳川氏                     | 大雄山性高院               |
| 三河岡崎   | 岡崎藩                           | 御馳走屋敷（藩迎賓館）     |
| 三河吉田   | 吉田藩                           | 不明                       |
| 遠江浜松   | 浜松藩                           | 不明                       |
| 遠江掛川   | 掛川藩ほか                       | 民家                       |
| 駿河藤枝   | 田中藩ほか                       | 大慶寺                     |
| 駿河興津   | 御馳走役大名                     | 清見寺 御茶屋（迎賓館）    |
| 伊豆三島   | 御馳走役大名                     | 世古本陣                   |
| 相模箱根   | 小田原藩                         | 不明                       |
| 相模小田原 | 小田原藩                         | 片岡本陣                   |
| 相模藤沢   | 御馳走役大名                     | 蒔田本陣                   |
| 武蔵神奈川 | 御馳走役大名                     | 石井本陣                   |
| 武蔵品川   | 御馳走役大名                     | 東海寺                     |
| 武蔵江戸   | 将軍                             | 浅草本願寺                 |

## 明治時代の朝鮮通信使
1880年（明治13年・高宗17年）、後に内閣総理大臣となる金弘集を始めとする朝鮮修信使が訪れている。

## 通信使による日朝交流

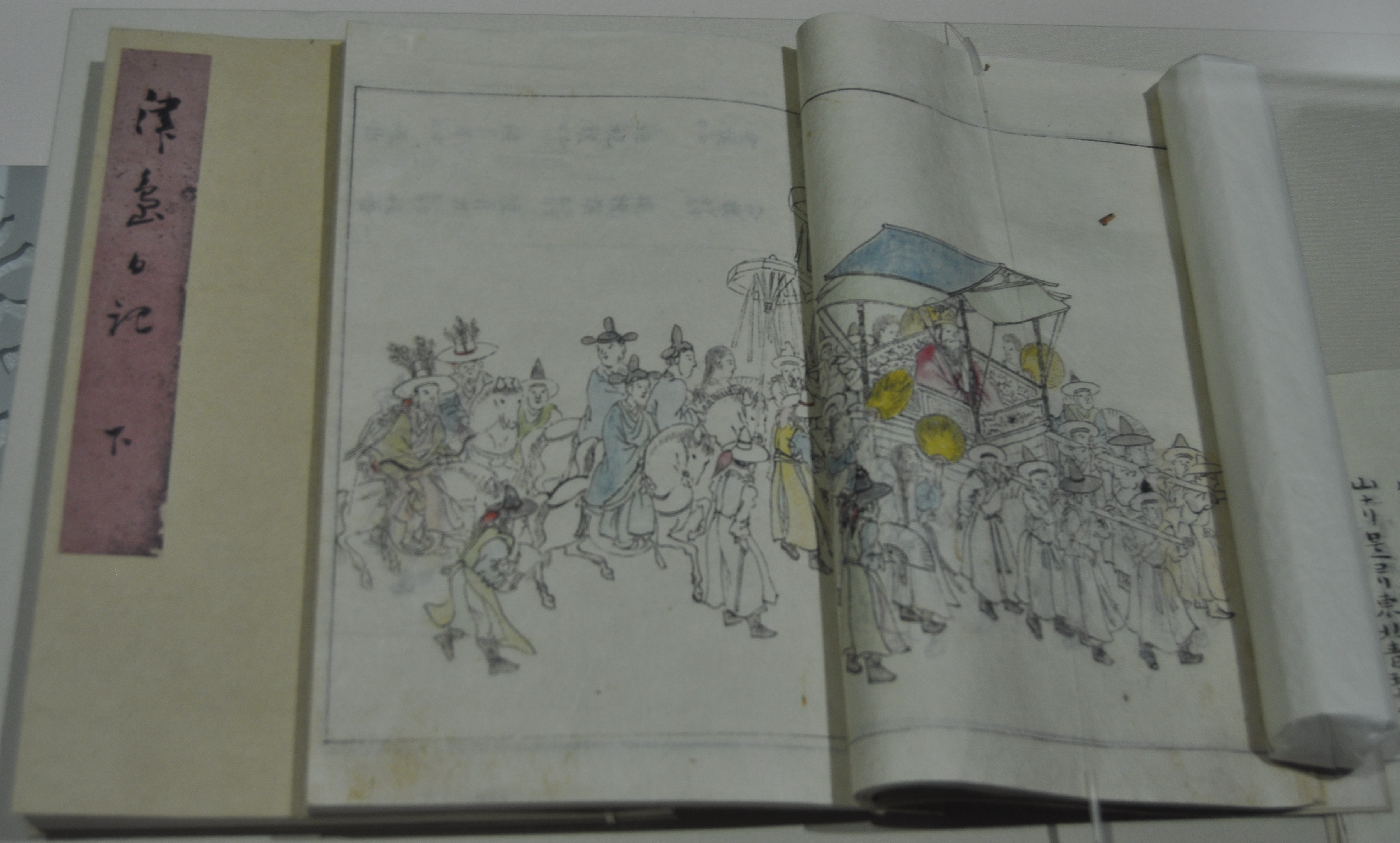
儒学者の草場佩川による『津島日記』

前述のように朝鮮通信使は主として将軍家を祝賀するためにやってきた国使であり、中国皇帝に対する朝貢使節と同様の役割、すなわち将軍の権威の誇示に利用された。
江戸時代を通じて朝鮮通信使一行のための迎賓館として使用された備後国鞆（現在の広島県福山市鞆町）の福禅寺境内の現在の本堂と隣接する客殿（対潮楼）は1690年（元禄3年）に建立され、日本の漢学者や書家らとの交流の場となった。

### 朝鮮通信使の見た日本
1420年（応永27年・世宗2年）の回礼使である宋希璟は、日本での体験を詩文集の『老松堂日本行録』に記しており、朝鮮人による最古の日本紀行となった。同書はまた、その後の通信使の記録の様式の手本にもなった。
外交使節である通信使にとっては、天皇と将軍の関係は常に重要であり、朝鮮の国内で議論も呼んだ。天皇は将軍の上位にありつつも国政を行わず、実権は将軍にあるというのが室町時代からの朝鮮の認識であった。豊臣政権時代に通信使をつとめた黄慎は、関白は人臣であるため礼分の面では対等ではないが、天皇は政治に無縁であると観察した。江戸幕府の成立後も朝鮮は同様の解釈をしており、交聘の対象を将軍から天皇に変えるという案は影響力を持たず、代々の朝鮮王朝は現実的な対応をとった。もっとも将軍に批判的だった1人に第11次通信使の正使である趙曮がおり、手記『海槎日記』でも天皇と将軍について意見を残している。趙曮は、将軍による日本国王号の使用は不正とし、将軍は天皇に対して非礼を行っており、やがて討幕をする者が出るのではないかと論じた。
日本人のなかには朝鮮通信使を朝貢使節団として捉えている者がおり、朝鮮側もそうした日本人の存在は知っていた。延享度の通信使の朝鮮朝廷への帰国報告では、信使の渡来を幕府は諸侯に朝鮮入貢として知らせており、それまでの使節もそれを知りながら紛争を恐れて知らぬふりをしていた旨が記されている。
文化面では、室町時代には平仮名、片仮名といった固有文字の存在に、江戸時代には京都、大坂、江戸といった都市の絢爛豪華さに驚いた。通信使の目的には日本の国情視察もあり、1428年（応永35年・世宗10年）の正使だった朴端生は、科学技術に関心の高かった世宗から日本の技術の調査を命じられていた。1471年（文明3年・成宗2年）に刊行された申叔舟の『海東諸国紀』によると、調査項目として倭寇の根拠地の特定、倭寇と守護大名、有力国人、土豪との関係、都市の状況、通貨政策など国力の観察、水車の技術やそれを用いた効率的な稲作、仏典の扱いなど仏教の状況、旅行する場合の利便性、交通事情をはじめ15項目があったという。『海東諸国紀』には日本の地図も収められており、江戸時代には日本でも同書の写本が流通した。

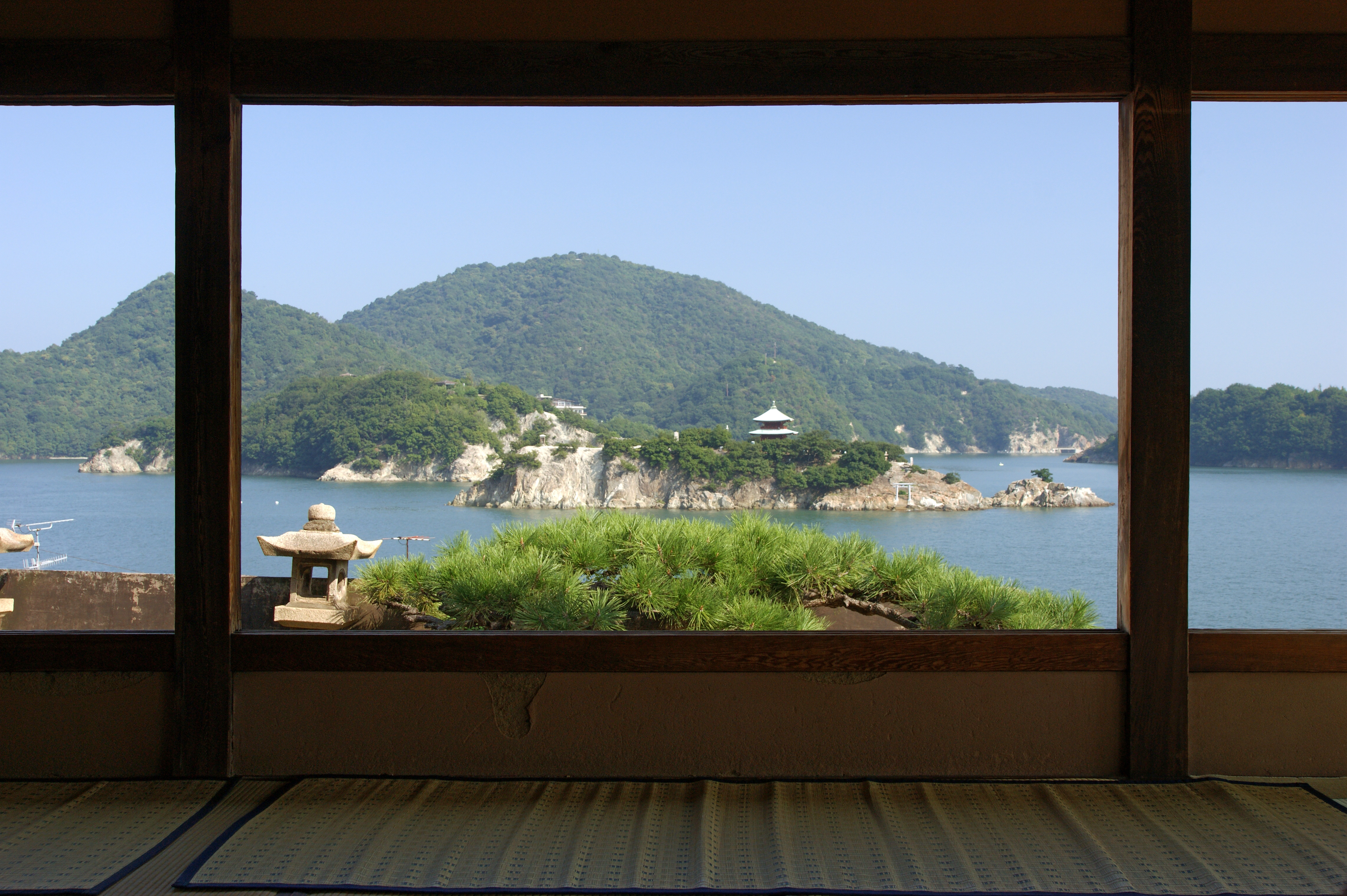
対潮楼から望む弁天島、仙酔島

第8次通信使の1711年（正徳元年・粛宗37年）に従事官の李邦彦が、鞆の浦・福禅寺の客殿から対岸に位置する仙酔島や弁天島などを眺めて「日東第一形勝（朝鮮より東で一番美しい景勝地という意）」と賞賛した逸話がある。1748年（寛延元年・英祖24年）には第10次通信使の正使である洪啓禧が客殿を「対潮楼」と名づけた書をのこし、それを額にしたものが対潮楼内に掲げられている。
第9次通信使の申維翰は、体験記として『海游録』を書いた。申維翰は対馬藩藩儒の雨森芳洲と親交を結び、意見の対立も含めてやりとりの様子を記した。また、見物に来た日本人との交流に好感を持ったり、日本の識字率の高さや出版、医学や清潔さなどを評価した。その一方で、日本の役人が世襲であって科挙を経ていない点を批判した。この批判には庶子のため科挙の受験資格を得られなかった申維翰自身の出自も関係していたとされる。第11次通信使では、金仁謙が当時の日本社会の様子と自身の率直な心情を『日東壮遊歌』に書き残した。

### 日本の見た朝鮮通信使
通信使一行の行列見物は庶民にとって大きな娯楽であった。大名行列とは異なり、朝鮮通信使は正使や副使などの外交官の他に、美しく着飾った小童や楽隊、文化人、医師、通訳などが随行員に加わっており、数十年に一度やってくる異国情緒を持った一種の見世物として沿道の民衆にも親しまれていた。通信使の来日のたびに揮毫（現代で言えばサイン）を求める者が多数にのぼり、とくに製述官、書記、写字官の負担となったため、1682年（天和2年・粛宗8年）以降は通信使に直接に頼むことは禁じられるようになった。通信使の容姿や行動は、後述のように日本の絵画や工芸、芸能に影響を与えた。交渉の実務記録は、対馬藩の記録が宗家文庫として残されており、他に対馬藩儒の雨森芳洲による『交隣提醒』や『交隣始末物語』、松浦霞沼『朝鮮通交大紀』、草場佩川『津島日記』などがある。室町時代の外交文書『善隣国宝記』に続いて、江戸時代には『続善隣国宝記』も書かれた。

#### トラブルや無理難題
一方で、各種の使用人も含め500人近い集団となった通信使一行とトラブルが発生することもあった。1764年（宝暦14年・英祖40年）には、藩士が第11次通信使の随員を殺害した唐人殺しと呼ばれる事件も起きている。事件の舞台は大坂の客館で、対馬藩の通詞・鈴木伝蔵が通信使一行の都訓導・崔天崇に杖で打ち据えられて、夜中に槍を使って崔天崇を刺殺した。発端は、朝鮮の下級役人が鏡を紛失したと聞いた崔天崇が「日本人は盗みが上手い」と言ったのを鈴木伝蔵が聞きとがめ、かねてからの朝鮮人の窃盗行為を非難したことによる。また、幕府は朝鮮への経過報告については対馬藩を通さず直接に伝えることを検討するが、宗氏はこれに反対して交渉役を継続し、のちに倭館にて朝鮮側に経過を報告して好意的な返答を得た。儒学者菅茶山は「朝鮮より礼儀なるはなしと書中に見えたれど、今時の朝鮮人威儀なき事甚し。」と、朝鮮人が伝聞とは異なり無作法なことに驚いている。宗家の宗義蕃は、朝鮮人が打擲をしたのは日朝の風習の違いによるものとしつつ、通信使の随員が通詞を打擲した点を批判した。

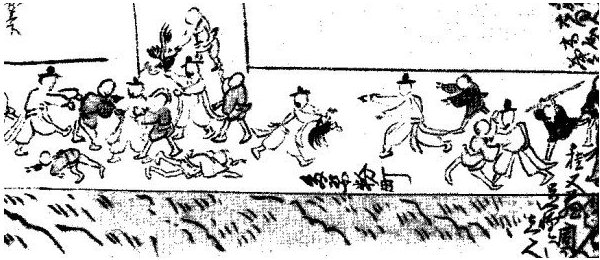
朝鮮聘礼使淀城着来図の一部『鶏を盗んで町人に捕捉される朝鮮通信使』

友好使節のはずの朝鮮通信使が、当時の朝鮮人と日本人の間の文化の違いからかえって偏見を生み、のちの征韓論や植民地支配に繋がったとする説もある。
また、通信使を見物する際には、幕府から作法についてお触が出ていた。作法のなかには、喧嘩や騒ぎを起こさない、2階や橋の上から見ない、指をさしたり笑ったりしないこと、などがある。屏風図などの絵画には、無作法な振る舞いで見物する光景もみられる。

#### 朝貢との関連
幕府の公式文書では、来貢使という用語は使われていないにもかかわらず、民間では琉球使節と同様に一方的な従属関係を示す来貢という言葉が広まっていた。通信使について当時の日本人は「朝鮮が日本に朝貢をしなければ将軍は再び朝鮮半島を侵攻するため、通信使は貢物を持って日本へ来る」などという噂もしていた。『朝鮮人来聘記』や『朝鮮人来朝記』等においても、三韓征伐や豊臣秀吉の朝鮮出兵を持ち出して朝鮮通信使は朝貢使節と見なしており、当初から日本人が朝鮮通信使を朝貢使節団として捉えていたことがうかがえる。また、山鹿素行の『武家事紀』、本居宣長の『馭戒慨言』なども朝鮮通信使を朝貢使節とみなした上で、それをもたらす一因となった豊臣秀吉の朝鮮出兵を再評価している。こうした朝鮮観から、1811年以後に通信使が途絶したことを朝貢を止めたと受け止める風潮が生じ、幕末の慶応2年（1866年）末に清国広州の新聞に、とある日本人が寄稿した征韓論の記事にも、征韓の名分として挙げられている（詳細は八戸事件を参照）。

### 食文化
朝鮮の草梁倭館で集められた情報は、通信使の来日において各地の接待料理である饗応膳にも活かされた。対馬藩は食材や調理法の情報を幕府や各藩に提供して、饗応料理を発展させた。朝鮮の肉食の習慣は通信使の来日前から知られていたが、当時の日本では肉食の習慣が一般的ではなかった。そこで日本側で牛や豚を提供して、通信使一行の料理人である刀尺が解体と調理を行った。通信使の宿所が寺である場合は、殺生のための生き物を正門からは入れられないため、獣肉搬入用の門を用意する場合もあった。
やがて日本でも接待役が朝鮮料理を作れるように、料理本として『信使通筋覚書、朝鮮人好物附之写』が刊行された。この書では通信使の好物のほかに焼肉、モツ料理、きみすい（キムチ）の作り方などが解説されており、また瑞鳥とされている鶴などを料理に出さないといった注意点も書かれている。獣肉は牛、鹿、猪、鳥肉では雉などが出されており、魚介類では粕漬、鰹節に興味を示した。和菓子は好評であり、精進物ではセリ、にぶか（ニラ）、ニンニク、小豆飯などが好まれた。トウガラシなどの作物は17世紀以降に朝鮮へ持ち込まれており、サツマイモは趙曮が対馬で栽培を学び、凶作にも役立つ作物であると『海槎日記』に記している。

### 儒教
朝鮮は儒教の国であり、科挙を経てきた官僚である通信使は高い儒教の教養を持っていた。藤原惺窩や林羅山をはじめとした日本の儒学者は通信使と交流を持ち、日朝相互に儒学者の書籍が紹介された。しかし朝鮮では朱子学、とくに性理学が国教的存在であり、異説を認めない立場が極めて強固であった。一方で日本において儒学の制限はほとんど存在せず、独自に説を発展させる余地が大きかった。このため朝鮮に紹介された伊藤仁斎や荻生徂徠、太宰春台の説は批判され、通信使も旧来の朱子学説を固守する傾向が強かった。この両者のギャップは次第に広がり、後期には日本の学者で「やっと宋儒（朱子学者）が固陋であることを知った。今、貴国ではもっぱら宋学（朱子学）を主張するので、何も問うものがない」と告げる者もいた。
一方で、朝鮮の主流ではない実学の立場からは、日本の儒学を評価する動きもあった。京都の儒学者伊藤仁斎の名は、成夢良をはじめとして通信使のあいだで知られており、仁斎の著作『童子問』は、仁斎の息子の伊藤梅宇によって贈呈されている。

### 医学、本草学
通信使は2名の医員のほかに鍼灸のできる者がおり、日本の医師と医学についての情報交換があった。朝鮮では許浚によって東洋医学をまとめた『東医宝鑑』が刊行されており、1638年（寛永15年・仁祖16年）には、野間三竹が医員の白土立と『東医宝鑑』について医事問答をしている。幕府は、1682年（天和2年・粛宗8年）の通信使では医員に加えて良医を派遣するように要請して、朝鮮から内医院正の役職から良医が選ばれた。問答の模様は、『桑韓筆語』や『倭韓医談』にまとめられている。
本草学に関心の高かった吉宗の時代には、朝鮮から輸入していた薬用人参の国産化が計画された。吉宗の命令で草梁倭館は調査をすすめて、やがて日本では、お種人参という名で国産薬用人参が実用化された。薬用人参の貿易で多大な利益を得ていた対馬藩にとっては、経済面で衰退の一因となった。

### 文芸
鎖国を国是としていた当時の日本において、通信使は間接的にではあっても漢詩などの中国文化に触れることのできる数少ない機会でもあった。通信使の宿泊先には多くの日本の文人墨客が集まり、大いに交流がなされるという副産物をもたらした。宋希璟の『老松堂日本行録』のころから詩文の唱和があり、相手は日本国王使でもあった無涯亮倪や、文渓正祐など博多や京都の禅僧だった。記録からは、交流の際に詩と茶がセットで利用されたこともうかがえる。日本の文人は詩文の添削や詩文の贈答も目的としており、詩文の唱酬が行われた。専門家の文人に限らず民衆も詩文の贈答を求めて使節団のもとを訪れており、『海游録』には民衆との詩文贈答についての記述もある。
詩文の唱酬の記録は多数にのぼり、藍島での『藍島鼓吹』、赤間関での『両関唱和集』、牛窓や兵庫津での『桑韓唱酬集』、西本願寺での『和韓唱和』、大津などでの『桑韓唱和集』、本能寺での『韓客筆語』、使館性高院での『蓬島遺珠』、東本願寺での『享保己亥韓客贈答』などにまとめられた。使節団には文才に優れた者も選ばれており、洪啓禧の『海行摠』などに日本紀行が収録された。
律詩の書軸には、次韻の形式を用いたものもある。これは同じ韻字を用いて唱和するもので、以前の使節による書軸に、のちの使節たちが続ける形で詩を詠んだことを表しており、日朝の交流の継続を希望して書かれたことがうかがえる。牛窓の本蓮寺では、書記官の南聖重が父の南龍翼の遺墨を見て次韻をしており、その五言律詩が『扶桑録』に記されている。

### 書画

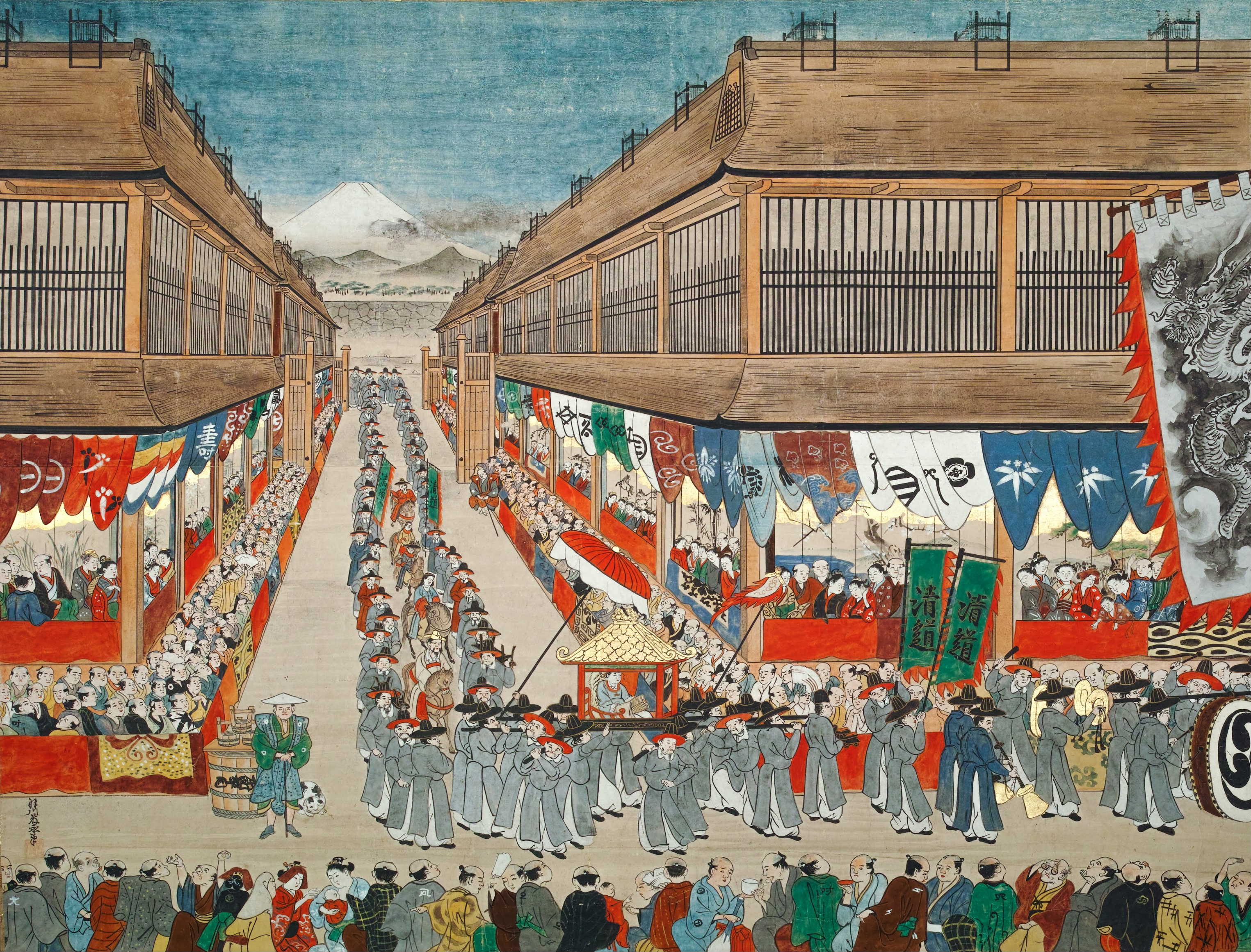
羽川藤永筆『朝鮮通信使来朝図』。江戸市中を行列する延享度朝鮮通信使の行列を描く。神戸市立博物館収蔵、池長孟コレクション。

日本の各所に、通信使来日の際に筆写された行列絵巻が残っている。とくに正徳時に老中土屋政直の命令によって大量に作成されたが、対馬藩に残る『正徳度朝鮮通信使行列図巻』はその典型である。他にも淀藩の「朝鮮聘礼使淀城着来図」や、紀州藩に伝わる「朝鮮通信使御楼船図屏風」がある。京都を描いた「洛中洛外図」や、江戸の名所や風俗を描いた「江戸図屏風」にも通信使が描かれている。とくに寛文期になると、「洛中洛外図」に登場する異人は南蛮人から朝鮮人に置き換わった。通信使が日光東照宮に参拝したときの模様は『東照社縁起絵巻』に描かれているが、和洋中が混じった服装になっている。
当時の画家狩野安信による「朝鮮通信使」、狩野益信の「朝鮮通信使歓待図屏風」や「朝鮮通信使行列図巻」、英一蝶の「朝鮮通信使小童図」、奥村政信の「朝鮮使節行列図」、羽川藤永の「朝鮮通信使来朝図」なども著名である。歌麿は通信使に仮装した女性を「見立唐人行列」で描き、葛飾北斎は「富嶽百景」のなかで「来朝の不二」として通信使と富士山を表現した。通信使一行の名前や肩書が書かれた浮世絵版画は、見物のときにガイドブックとして用いられて人気を呼び、来日のたびに発行された。通信使の招聘が決まると、版画の業者は江戸の対馬藩邸で前回との異動を確認していた。
通信使には画員と呼ばれる画家がおり、日本の光景を描いたり、即興でも絵を描いた。彼らが日本各地に残した作品の署名には、雅号の前に朝鮮と描かれているものが多い。画員のひとり金明国は日本滞在中に「達磨図」を描いている。金有聲は、池大雅や渡辺玄対などの日本画家と交流をしている。金有聲の作品では、駿河国の清見寺の「洛山寺図」が有名である。李聖麟は各地の写生を「槎路勝区図」にまとめ、大坂の画家大岡春卜とも親交をして、このときの交流をもとに「桑韓画会家彪集」が発行された。こうした朝鮮の画家の活動は、画人の伝記集「古画備考」にもまとめられている。日本から朝鮮に贈呈された作品としては、狩野派が花鳥図、名所絵、物語絵、風俗画、武者絵などを描いた屏風絵がある。
通信使は各地での交流によって多数の墨蹟を残しており、2001年の調査では310点が確認されている。三使やさまざまな随員の書いたものもあれば、家光を祀る大猷院霊廟に贈られた「霊山法界崇孝浄院」もある。相国寺慈照院には詩箋「韓客詞章」などが保存されている。

### 工芸、芸能

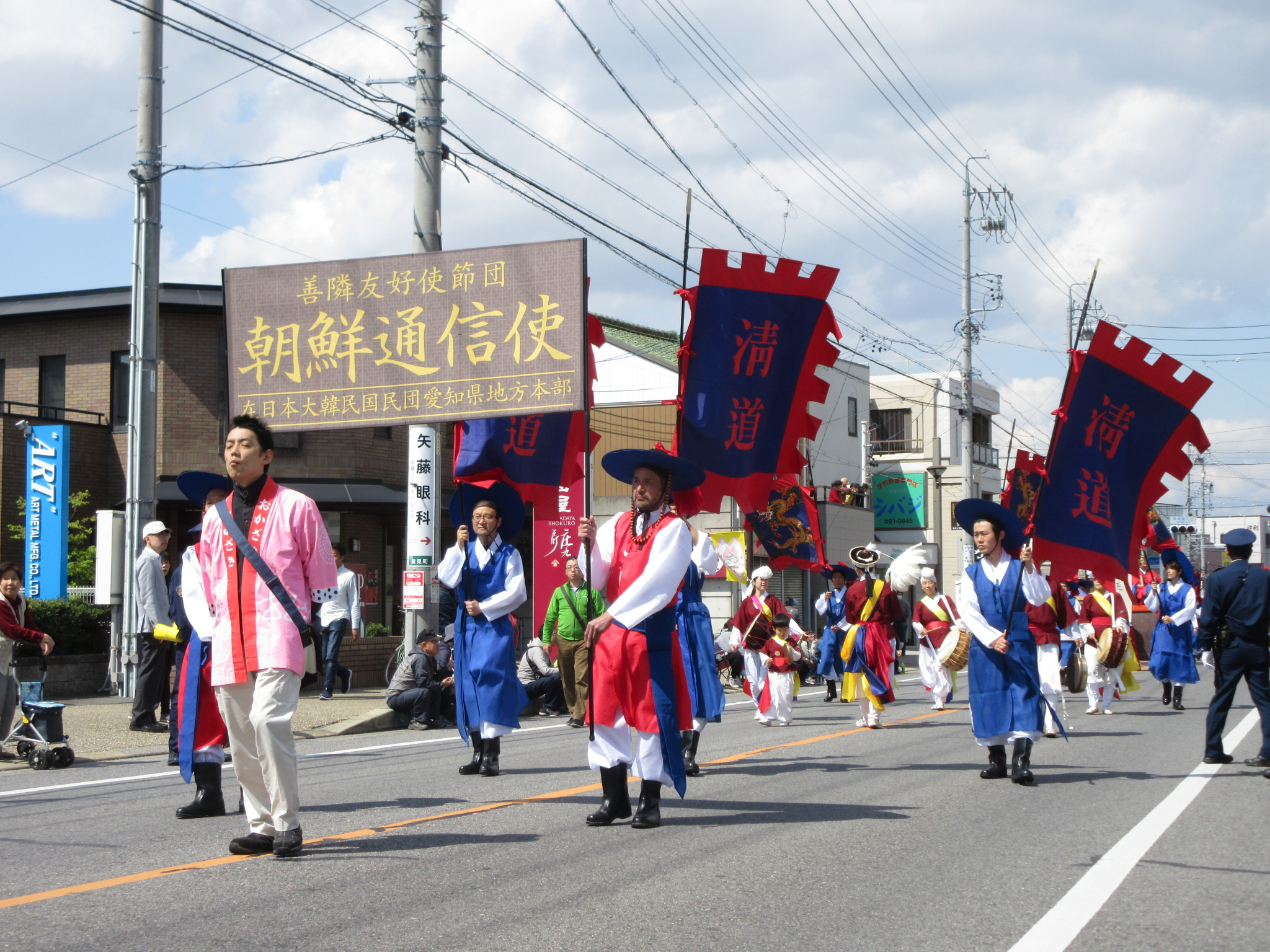
愛知県岡崎市で開催される家康行列。朝鮮通信使の行列を再現している。

日本の街道を練り歩く使節団の姿は、太平の世にあっては物珍しいイベントであった。朝鮮通信使を由来として現在でも伝承されている芸能は、著名なものとして三重県津市の分部町唐人踊り、三重県鈴鹿市東玉垣町の唐人踊り、岡山県瀬戸内市牛窓町の唐子踊りなどがある。通信使が日光東照宮に参拝した影響により、東照宮での祭礼で朝鮮風の扮装をした唐人行列も出た。名古屋東照宮や仙台東照宮では、唐人姿の行列があり、練り物や唐人人形を輿にのせてかついだという記録がある。かつては大垣祭で朝鮮軕があったとされている。神田明神祭で通信使の仮装が練り歩いたり、山王祭で象の張り子と通信使の仮装が出し物になっている様子が、「神田明神祭礼絵巻」や『東都歳時記』には描かれている。朝鮮風の衣装による辻踊りも流行して、幕府から禁止のお触も出されている。
上述の「朝鮮通信使小童図」には馬に乗った小童に町人が揮毫を求める様が描かれており、随行員には庶民が簡単に接触できたようである。さらに滋賀県東近江市五個荘の小幡人形などには通信使人形（正確には唐人人形。随行員である小童や楽隊の人形）があり、異国から献上された象などとともに当時の人気キャラクターであったことがうかがわれる。
歌舞伎・浄瑠璃の文芸作品に、朝鮮通信使を題材として扱ったものが存在する。唐人殺しの事件は、1767年（明和4年・英祖43年）にこれを取り入れた「世話料理鱸包丁」（「今織蝦夷錦」）が上演された。「世話料理鱸包丁」は2日間で上演中止となったが、1789年（寛政元年・正祖13年）の「漢人韓文手管始」、1792年（寛政4年・正祖16年）の「世話仕立唐縫針」など、この一件を土台とする文芸作品が作られ続けた。
江戸時代には、日本の舞楽が通信使に披露された。1682年（天和2年・粛宗8年）には猿楽、1711年（正徳元年・粛宗37年）には雅楽が演奏され、1719年（享保4年・粛宗45年）には当時流行の歌舞伎も披露された。雅楽の「納曽利」や「陵王」は、朝鮮では楽譜が失われて名のみ伝わっているものとして通信使に感銘を与えた。
21世紀にも、日本各地で朝鮮通信使の行列を再現するイベントが行われている。

## 世界の記憶登録
2017年10月、国際連合教育科学文化機関は、日本のＮＰＯ法人朝鮮通信使縁地連絡協議会と韓国の財団法人釜山文化財団が共同申請した、江戸時代の「朝鮮通信使に関する記録」、日韓合わせて111件333点にのぼる世界の記憶（世界記憶遺産）に登録することを決定した。

## 関連図書
朝鮮通信使全般
- 上田正昭・辛基秀・仲尾宏編『朝鮮通信使とその時代』明石書店、2001年。
- 辛基秀・仲尾宏『大系朝鮮通信使』明石書店、1933〜1996年。
- 辛基秀『朝鮮通信使往来―二六〇年の平和と友好』労働経済社、1993年。
- 辛基秀・仲尾宏編著『図説朝鮮通信使の旅』明石書店、2000年。
- 仲尾宏『朝鮮通信使と江戸時代の三都』明石書店、1993年。
- 仲尾宏『朝鮮通信使と徳川幕府』明石書店、1997年。
- 仲尾宏『朝鮮通信使と壬辰倭乱』明石書店、2000年。
- 仲尾宏『朝鮮通信使をよみなおす―「鎖国」史観を越えて』明石書店、2006年。
- 西村毬子『日本見聞録にみる朝鮮通信使』明石書店、2000年。
- 松田甲「李朝英祖時代戊辰信使の一行」『朝鮮』152号、朝鮮総督府逓信局、1928年。
- 李元植『朝鮮通信使の研究』思文閣出版、1997年。

近世日朝関係
- 荒野泰典　『近世日本と東アジア』東京大学出版会、1988年。
- 池内敏　『大君外交と「武威」』名古屋大学出版会、2006年。
- 島崎とみ子「朝鮮通信使の来日における諸大名の対応について」『女子栄養大学紀要』30号、1999年。
- ロナルド・トビ『近世日本の国家形成と外交』創文社、1990年。
- 内藤雋輔『文禄・慶長役における被虜人の研究』東京大学出版会、1976年。
- 中村栄孝『日鮮関係史の研究』吉川弘文館、1969年。
- 三宅英利『近世日朝関係史の研究』文献出版、1986年。
- 山口華代「近世中期対馬藩における通信使「再定置」の試み--『譲聘策』を手がかりに」『東アジアと日本』4号、2007年。

日本国内との関係
- 飯沼雅行「朝鮮通信使・琉球使節通航時の綱引助郷―摂河両国を中心に」『交通史研究』54号、2002年。
- 飯沼雅行「幕府広域役実現をめぐる幕府・個別領主・民衆―朝鮮通信使来朝時の淀川筋綱引役から―」『日本歴史』731号、2009年。
- 泉澄一「正徳元年の朝鮮通信使と大坂」『関西大学文学論集』46-1号、1996年。
- 古藤泰美・田口由香「江戸時代の朝鮮通信使の航海について-対馬宗家文書「信使記録下向船中毎日記」を事例として-」『大島商船高等専門学校紀要』38号、2005年。
- 小林茂「徳川時代における朝鮮通信使の助郷問題」『朝鮮学報』43号、1967年。
- 高田茂広「朝鮮通信使と福岡藩の領民」『西南地域史研究』11号、1996年。
- 玉井建也「朝鮮通信使・琉球使節通航と情報・接待・応対―伊予国津和地島を事例として―」『風俗史学』36号、2007年。
- 玉井建也「朝鮮通信使への接待と情報収集-伊予国津和地島を中心として-」『地方史研究』341号、2009年。
- 土田良一『近世日本の国家支配と街道』文献出版、2001年。
- 鄭夏美「朝鮮通信使の江戸入府―江戸の町触と信使記録の関連から―」『人間文化研究年報』8号、1985年。
- 日野照正「外国人使節の淀川往還と綱引船・水尾浚船―朝鮮通信使来朝の場合」『地方史研究』29号、1979年。
- 三宅理一『江戸の外交都市 朝鮮通信使と町づくり』鹿島出版会、1990年。
- 横山恭子「近世中期朝鮮通信使の乗馬調達」『朝鮮学報』213号、2009年。
- 吉田智史「朝鮮通信使接待をめぐる西国諸藩の動向―萩藩大坂留守居の活動を中心として」『七隈史学』第4号、2003年。
- 吉田智史「朝鮮通信使「漂着」への対応―宝暦通信使の福岡藩と萩藩を事例として」『七隈史学』8号、2007年。
- 米田一夫「江戸時代の朝鮮通信使と遠江」『遠江』10・11・15、1987・1988・1992年。

文化交流・文化認識
- 池内敏「近世における対外観と『国民』」『日本史研究』345号、1991年。
- 石川泰成「亀井南冥と朝鮮通信使の応酬唱和をめぐって」『九州産業大学国際文化学部紀要』20号、2001年。
- 石川泰成「古野海峰『藍島唱酬』解題並びに翻刻―享保度朝鮮通信使との唱和・筆語」『九州産業大学国際文化学部紀要』28号、2004年。
- 大庭卓也「福岡藩儒竹田春庵と朝鮮通信使」『語文研究』93号、2002年。
- 金愛景「正徳通信使への饗応と聘礼改革」『日本思想史研究会会報』23号、2005年。
- 葛本一雄「朝鮮通信使の廃絶と中井竹山―徳川中期に見る日本的華夷思想」『東アジア研究』21号、1998年。
- 郷司泰仁「宝暦度朝鮮通信使の画員金有声について」『青丘学術論集』23号、2003年。
- 伍躍「宝暦・明和年間の朝鮮通信使―十八世紀後期朝鮮士大夫の世界観」『東アジア研究』21号、1998年。
- 辛基秀「朝鮮通信使と肉食文化」『大系朝鮮通信使』第6巻　明石書店、1994年。
- 鈴木文「延享-寛延期の「朝鮮ブーム」に見る自他認識―木村理右衛門著『朝鮮物語』を中心に」『歴史評論』651号、2004年。
- 須田努「江戸時代　民衆の朝鮮・朝鮮人観―浄瑠璃・歌舞伎というメディアを通じて―」『思想』1029号、2010年。
- 夫馬進「朝鮮通信使による日本古学の認識―朝鮮燕行使による清朝漢学の把握を視野に入れ―」『思想』981号、2006年。
- 夫馬進「一七六四年朝鮮通信使と日本の徂徠学」『史林』459号、2006年。
- 夫馬進「一七六五年洪大容の燕行と一七六四年朝鮮通信使―兩者が體驗した中國・日本の「情」を中心に」『東洋史研究』67-3号、2008年。
- 高正晴子『朝鮮通信使の饗応』明石書店、2001年。
- 田代和生「朝鮮通信使行列絵巻の研究―正徳元年（一七一一）の絵巻仕立てを中心に―」『朝鮮学報』137号、1992年。
- 鄭応洙「新井白石と朝鮮通信使」『比較文化研究』81号、2008年。
- ロナルド・トビ「近世日本の庶民文化に現れる朝鮮通信使像」『韓』110号、1988年。
- ロナルド・トビ「外交の行列・迎列―異国・ご威光・見物人」『朝日百科 歴史を読みなおす 17行列と見世物』朝日新聞社、1994年。
- ロナルド・トビ「久隅守景筆「朝鮮通信使行列図屏風」について」『国華』1294号、2003年。
- 仲尾宏「延享度通信使の事跡と話題」『大系朝鮮通信使』第6巻　明石書店、1994年。
- 任東権『朝鮮通信使と文化伝播―唐子踊り・唐人踊りと祭礼行列を中心に』竹田旦訳、第一書房、2004年。
- 貫井正之「江戸時代、一地方儒学者の見た朝鮮通信使―「金渓雑話」校注・解説―」『日本福祉大学研究紀要　現代と文化』102号、2000年。
- 河宇鳳『朝鮮王朝時代の世界観と日本認識』小幡倫裕訳、明石書店、2008年。
- 朴贊基『江戸時代の朝鮮通信使と日本文学』臨川書店、2006年。
- ブルクリント・ユングマン「日本南画の形成における朝鮮通信使の役割―祇園南海を中心に」『国華』1240号、1999年。
- 吉田正高「大衆文化に表現された「唐人」にみる東アジア認識―仕種・音曲・装束」『アジア遊学』37号、2002年。

明治期修信使
- 宇治郷毅「明治初期における朝鮮国修信使、紳士遊覧団の東京書籍館及び東京図書館参観について(資料紹介)」『アジア・アフリカ資料通報』24-2号、1986年。
- 落合弘樹「朝鮮修信使と明治政府」『駿台史學』121号、2004年。
- 北原スマ子「第三次修信使の派遣と「日朝通商章程」の改定・課税交渉」『朝鮮学報』192号、2004年。
- 鈴木文「第一次朝鮮修信使来日時にみる日本人の朝鮮認識と自己認識」『朝鮮史研究会論文集』45号、2007年。
- 鈴木文「明治初期の朝鮮通信使認識」北島万次・孫承哲・橋本雄・村井章介編著『日朝交流と相克の歴史』校倉書房、2009年。
- 田星姫「第一次修信使の日本認識―日本による「富国強兵」勧告をめぐって」『佛教大学総合研究所紀要別冊、2000年。

図録
- 牛窓町教育委員会編『牛窓と朝鮮通信使』牛窓町教育委員会、2000年。
- 京都文化博物館・京都新聞社編『こころの交流　朝鮮通信使―江戸時代から二一世紀へのメッセージ』京都文化博物館・京都新聞社、2001年。
- 田中健夫・田代和生監修『宗家記録と朝鮮通信使展』朝日新聞社、1992年。
- 東京国立博物館編『特別展観　朝鮮通信使―近世二百年の日韓文化交流』講談社、1985年。

史料
- 呉市入船山記念館編『広島藩朝鮮通信使来聘記』呉市、1990年。
- 石阪孝二郎編『兵庫津岡方惣会所々蔵朝鮮信使来朝帰帆官録』兵庫岡方古文書刊行委員会、1969年。
- 福岡地方史研究会古文書を読む会『福岡藩朝鮮通信使記録』全13巻福岡地方史研究会、1993-2000年。
- 慶七松『海槎録 江戸時代第一次朝鮮通信使の記録』若松実訳、日朝協会愛知県連合会、1985年。
- 李景稷『扶桑録 江戸時代第二次(元和三)朝鮮通信使の記録』若松実訳、日朝協会愛知県連合会、1988年。
- 呉允謙『東槎上日録 江戸時代第二次(元和三)朝鮮通信使の記録』若松実訳、日朝協会愛知県連合会、1986年。
- 姜弘重『東槎録 江戸時代第三次(寛永元)朝鮮通信使の記録』若松実訳、日朝協会愛知県連合会、1988年。
- 任絖『丙子日本日記 江戸時代第四次(寛永一三)朝鮮通信使の記録』若松実訳、日朝協会愛知県連合会、一九八八年。
- 若松実訳『癸未東槎日記 江戸時代第五次(寛永二〇)朝鮮通信使の記録』日朝協会愛知県連合会、1988年。
- 南壺谷『扶桑録 江戸時代第六次(明暦元)朝鮮通信使の記録 下』若松実訳、日朝協会愛知県連合会、1991年。
- 金指南『扶桑録 江戸時代第六次(明暦元)朝鮮通信使の記録 上』若松実訳注、日朝協会愛知県連合会、1991年。
- 金指南『東槎日録 江戸時代第七次(天和二)朝鮮通信使の記録』若松実訳注、日朝協会愛知県連合会、1990年。
- 洪禹載『東槎録 江戸時代第七次(天和二)朝鮮通信使の記録』・若松実訳、日朝協会愛知県連合会、1989年。
- 任守幹『東槎日記 江戸時代第八次(正徳元年)朝鮮通信使の記録』若松実訳、日朝協会愛知県連合会、1993年。
- 曹蘭谷『奉使日本時聞見録 江戸時代第十次(寛延元年)朝鮮通信使の記録』若松実訳、日朝協会愛知県連合会、1993年。
- 趙曮『海槎日記 江戸時代第十一次(宝暦・明和)朝鮮通信使の記録　日記篇』若松実訳、日朝協会愛知県連合会、1995年。
- 柳相弼『東槎録 江戸時代第十二次(文化八)朝鮮通信使の記録』若松実訳、日朝協会愛知県連合会、1989年。
- 河宇鳳『朝鮮実学者の見た近世日本』井上厚史訳・解説、ぺりかん社、2001年。
- 下関市立歴史博物館『ユネスコ『世界の記憶』登録記念　特別展　朝鮮通信使　日韓の平和構築と文化交流の歴史』下関市立歴史博物館、2018年。

朝鮮通信使を題材とした作品
- 植松三十里『唐人さんがやって来る』中央公論新社、2013年。